# Trentepohlia pallida
Trentepohlia pallida är en tvåvingeart som först beskrevs av Samuel Wendell Williston  1896.  Trentepohlia pallida ingår i släktet Trentepohlia och familjen småharkrankar. Inga underarter finns listade i Catalogue of Life.